# Grugé-l'Hôpital
Grugé-l'Hôpital è un ex comune francese di 306 abitanti situato nel dipartimento del Maine e Loira nella regione dei Paesi della Loira.
Il comune derivava dall'unione di tre nuclei abitativi: Grugé, L'Hôpital de Bouillé e Saint-Gilles. Il 15 dicembre 2016 è stato incorporato nel nuovo comune di Ombrée d'Anjou insieme ai comuni di La Chapelle-Hullin, Chazé-Henry, Combrée, Noëllet, Pouancé, La Prévière, Saint-Michel-et-Chanveaux, Le Tremblay e Vergonnes.

## Società

### Evoluzione demografica
Abitanti censiti